# Marouba Fall
Pour les articles homonymes, voir Fall.
 (janvier 2016).
Si vous disposez d'ouvrages ou d'articles de référence ou si vous connaissez des sites web de qualité traitant du thème abordé ici, merci de compléter l'article en donnant les références utiles à sa vérifiabilité et en les liant à la section « Notes et références ».
Marouba Fall est un romancier, poète et dramaturge sénégalais né le 21 décembre 1950 à Dakar.

## Biographie
Fils d’un maraîcher, Ibra Fall décédé en 2003, et d’une ménagère Nogoye Ndiaye, Marouba Fall a fait toutes ses études à Dakar.
Enseignant de formation, il a d’abord servi en qualité de professeur de français, de 1973 à 1999, successivement, au CEMT filles devenu Collège Martin Luther King, puis au lycée Blaise Diagne et enfin au lycée Seydina Limamou Laye. Ensuite, ayant découvert l’existence d’un établissement secondaire portant le nom de Léopold Sédar Senghor, malgré son horreur pour l’administration scolaire laborieuse et ingrate, il demande et obtient, en octobre 1999, le provisorat du lycée de Joal Fadiouth. Ainsi séjourne-t-il pendant cinq années au bercail du Poète-Président, avant de retourner à Dakar, en 2004, pour diriger le lycée Galandou Diouf jusqu’en novembre 2006.
Marouba Fall est engagé au niveau social, notamment dans sa ville de Guédiawaye, en donnant des conférences, en organisant des groupements d'intérêt économique et en assistant les associations sportives et culturelles. Il a mis en place une structure dénommée « Sunu Waar », mouvement pour le développement des banlieues, qui assiste les femmes pour l’accès au micro-crédit et à l'entrepreneuriat individuel ou collectif. De même qu’un Groupe d’initiatives pour la promotion de la lecture et de l’écriture (GIPROLEC) qui organise des conférences, des ateliers d’écriture et de mise à niveau littéraire dans les centres culturels, les établissements scolaires et les universités, en 2010. Enfin, il a créé Ruba Éditions, une maison de publication de livres pour découvrir et promouvoir des talents de la banlieue, singulièrement de la ville de Guédiawaye.
Toutes les pièces de théâtre de Marouba Fall ont été jouées sur scène. Le roman La Collégienne a été interprété sur le grand écran.
La collégienne, comme son autre ouvrage dramatique Adja, militante du G.R.A.S sont inscrits au programme officiel d’enseignement du français dans les collèges et lycées du Sénégal.
Il est déjà l’auteur de trois tomes d’essais intitulés Lis tes ratures, de deux ouvrages sur le théâtre qui sont des supports pour les cours qu’il dispense à l’École Nationale des Arts (ENA) de Dakar : L’écriture dramatique et Théâtre et tradition en Afrique Noire francophone : exemple du théâtre sénégalais de langue française.

## Distinctions
- 2012 : Lauréat de la 2e édition du Gala de la reconnaissance (ville de Guédiawaye et Agence culturelle Corail Production)
- 1991 : Prix de la meilleure technique théâtrale (Journées théâtrales de Carthage)
- 1987 : Prix international de poésie (Symposium littéraire de Brazzaville)
- 1981 : 3e Prix du Concours théâtral africain (Radio France internationale)

## Œuvres
- 2022 : Le théâtre négro-africain d’expression française, d’hier à nos jours : L’exemple du théâtre, au Sénégal (essai)
- 2022 : Faracini (conte)
- 2021 : Lis tes ratures 3 : J’écris donc je suis (essai)
- 2021 : Lis tes ratures 2 : Cessons de nous glorifier de la gloire des morts (essai)
- 2021 : Oratorio d’un verbivore (roman)
- 2020 : Blessure d’amour (roman)
- 2019 : Grappe poétique (recueil de poèmes)
- 2019 : Théâtre et tradition en Afrique noire francophone (essai)
- 2018 : L’écriture dramatique (essai)
- 2017 : Édalie (conte)
- 2015 : La méprise (pièce de théâtre)
- 2012 : Chasseur d'éternité (recueil de poèmes)
- 2012 : Casseurs de solitude (roman)
- 2010 : Lis tes ratures 1 (essai)
- 2010 : Corps d'eau (recueil de poèmes)
- 2009 : Yóbbalu ndaw (wolof)
- 2007 : Betty Allen ou la Liberté en question (roman)
- 2006 : De la Bible au fusil (pièce de théâtre)
- 2005 : Le Miroir (pièce de théâtre)
- 2004 : Pépites de terre (recueil de poèmes)
- 2003 : Entre Dieu et Satan (roman)
- 1996 : Aliin Sitooye Diatta ou la Dame de Kabrus  (pièce de théâtre)
- 1990 : La Collégienne (roman)
- 1985 : Adja, militante du G.R.A.S. (pièce de théâtre) pour bargny excellence
- 1984 : Chaka ou le Roi visionnaire (pièce de théâtre)
- 1984 : Cri d'un assoiffé de soleil (recueil de poèmes)